# Ермолин, Павел Иванович
Павел Иванович Ермолин (24 октября 1884 года, Пенза — 29 октября 1938 года) — русский и советский военный деятель, Подполковник (РИА; пр. 1916; ст. 6 декабря 1915), комбриг (РККА; 1935).

## Начальная биография
Павел Иванович Ермолин родился 24 октября 1884 года в Пензе в дворянской семье офицера.
В 1902 году окончил Сибирский кадетский корпус.

## Военная служба

### Довоенное время
30 августа 1902 года призван в ряды Русской императорской армии и направлен на учёбу в Александровское военное училище, которое окончил в 1904 году в чине подпоручика, после чего служил в составе лейб-гвардии Семеновского полка.
В 1912 году Ермолин окончил Николаевскую академию Генерального штаба, после чего вернулся в Лейб-Гвардии Семёновский полк, где назначен на должность командира роты.

### Первая мировая и гражданская войны
С ноября 1914 года служил старшим адъютантом штаба 84-й пехотной дивизии, с октября 1915 года — штаб-офицером для поручений при штабе 26-го армейского корпуса и начальником штаба 192-й пехотной дивизии, с марта 1917 года — начальником штаба 3-й пехотной дивизии, а с 28 сентября того же года — начальником штаба 111-й пехотной дивизии. Принимал участие в боевых действиях на Северо-Западном, Западном, Юго-Западном и Румынском фронтах.
В мае 1918 года призван в ряды РККА, после чего был прикомандирован к штабу Петроградского укреплённого района, а с июня находился в распоряжении Управления начальника инженеров. В октябре того же года назначен на должность начальника оперативного отдела штаба, а в ноябре — на должность начальника штаба 5-й армии (Восточный фронт), после чего принимал участие в боевых действиях в ходе Златоустовской и Челябинской операций.
В октябре 1919 года П. И. Ермолин направлен в Академию Генерального штаба РККА, где назначен на должность штатного руководителя практических занятий, а в декабре этого же года — на должность заведующего обучающимися слушателями.
В апреле 1920 года направлен на Западный фронт, где в мае назначен помощником начальника штаба, а в декабре — начальником штаба фронта. Находясь на этих должностях, принимал участие в боевых действиях в ходе советско-польской войны.

### Послевоенная карьера
В январе 1922 года Ермолин направлен в Военную академию РККА, где назначен на должность старшего руководителя групповых лекций, в октябре того же года — на должность руководителя практических занятий по стратегии и тактике, в августе 1923 года — на должность штатного руководителя по кафедре ведения операций. В 1930 года удостоен звания «преподаватель высших военно-учебных заведений» по циклу тактики, после чего работал преподавателем (руководителем) тактики, а с апреля 1934 года — руководителем кафедры общей тактики. В том же году П. И. Ермолину присвоено учёное звание «доцент».
В июне 1935 года назначен на должность преподавателя тактики на вечернем отделении Военной академии имени М. В. Фрунзе, а затем — на должность начальника кафедры службы Генерального штаба этой же академии.
Комбриг Павел Иванович Ермолин арестован 23 июля 1937 года и 10 октября Особым совещанием при НКВД СССР по обвинению в участии в военном заговоре приговорен к восьми годам ИТЛ. Умер в лагере 29 октября 1938 года.
Определением Военной коллегии Верховного Суда СССР от 9 марта 1957 года посмертно реабилитирован.

## Воинские звания
- Подпоручик (ст. 09.08.1904);
- Поручик (ст. 09.08.1908);
- Штабс-капитан (ст. 09.08.1912);
- Подполковник (пр. 1916; ст. 06.12.1915);

…
- Комбриг (1935).

## Награды
- Орден Святой Анны 2, 3 и 4 степеней с мечами и бантом;
- Орден Святого Станислава 2 и 3 степени с мечами и бантом;
- Орден Святого Владимира 4 степени с мечами и бантом[2].